# Mâron
Mâron là một xã ở tỉnh Indre khu vực trung bộ Pháp. Xã này có diện tích 27,84 km², dân số thời điểm năm 1999 là 679 người. Khu vực này có độ cao trung bình 160 mét trên mực nước biển.